# Озерковское сельское поселение (Калининградская область)
 Озерковское се́льское поселе́ние — упразднённое муниципальное образование в составе муниципального образования «Гвардейский район» Калининградской области. Административный центр поселения — посёлок Озерки.

## География
Поселение располагается в 40 км от Калининграда на берегах рек Преголя и Дейма. Общая площадь — 20714,79 га. На его территории находятся полезные ископаемые —
нефть, торф, а также песок, щебень, гравий.

## История
В довоенное время на территории поселения располагалось имение Капкайм. В 1889 году оно владело 1174 га земли, из них 625 га использовались под пашню, 196 га занимали луга и 154 га леса. В Гросс Линденау (ныне посёлок Озерки) располагался замок построенный в начале XX века в стиле нового барокко. На востоке от имения находился замковый парк, в котором стоял мавзолей. После вхождения в состав СССР переселенцами из центральной России был создан колхоз «Путь Ленина» и МТС. В бывшем здании поместья располагается Озерковская средняя школа. В советское время в Озерках находился филиал калининградского завода «Кварц», а также Озерковский ЛТП.
Озерковское сельское поселение образовано 24 февраля 2005 года в соответствии с законом Калининградской области № 502. В его состав вошла территория Озерковского сельского округа.
Законом Калининградской области от 10 июня 2014 года № 319 Гвардейское городское поселение, Знаменское сельское поселение, Зоринское сельское поселение, Озерковское сельское поселение и Славинское сельское поселение преобразованы путём их объединения во вновь образованное муниципальное образование, наделённое статусом городского округа, с наименованием «Гвардейский городской округ».

## Население
| 2002 | 2010  | 2012  | 2013  | 2014  |
| ---- | ----- | ----- | ----- | ----- |
| 5705 | ↘4810 | ↘4785 | ↘4764 | ↘4749 |

## Состав сельского поселения
В состав сельского поселения входило 14 населённых пунктов:
- Берёзовка (посёлок) — 182[6]
- Веселый (посёлок) — 19[6]
- Вишневое (посёлок) — 54[6]
- Грибки (посёлок) — 23[6]
- Заречье (посёлок) — 354[6]
- Комсомольск (посёлок) — 1205[6]
- Красный Бор (посёлок) — 11[6]
- Озерки (посёлок, административный центр) — 2473[6]
- Озерное (посёлок) — 6[6]
- Островское (посёлок) — 72[6]
- Пруды (посёлок) — 95[6]
- Семёново (посёлок) — 100[6]
- Суворово (посёлок) — 109[6]
- Тумановка (посёлок) — 107[6]

## Экономика
Основными предприятиями поселения являются:
- ОАО «Калининградский карьер», специализирующийся на добыче песка
- ИП «Стрункин» — предприятие по производству строительных материалов
- ЧП «Шалаев» — производство и переработка рыбной продукции
- ООО «Клиф- Плюс»- выращивание грибов.

Также функционируют предприятия по производству и ремонту мебели, мебельной фурнитуры, предприятия лесопереработки. Развиваются зоны отдыха в посёлках Берёзовка и Весёлый.

## Объекты культурного наследия
Регионального значения:
- Руины кирхи XV века в поселке Березовка;
- Руины кирхи XV века в поселке Красный Бор;
- Усадебный дом второй половины XIX века в поселке Озерки.

Местного значения:
- Братская могила советских воинов, погибших в январе 1945 года в поселке Березовка;
- Братская могила советских воинов, погибших в январе 1945 года в поселке Заречье;
- Братская могила советских воинов, погибших в январе 1945 года в поселке Комсомольск;
- Братская могила советских воинов, погибших в январе 1945 года в поселке Озерки;
- Памятник погибшим в годы Первой мировой войны в поселке Комсомольск.